# 100% Live (Piero Pelù)
100% Live è un EP dal vivo del cantante italiano Piero Pelù tratto dal "Né buoni né cattivi tour", pubblicato nel 2003 dall'etichetta discografica Warner Music Italy.

## Il disco
L'EP è uscito esclusivamente in allegato con il numero di febbraio 2003 del mensile Tutto.

## Tracce
1. Io ci sarò
2. Fuori di qui
3. Il segno
4. El diablo